# جمعية مرشدات غيانا
جمعية مرشدات غيانا هي المنظمة الإرشادية الوطنية في غيانا. تأسست الجمعية في عام 1922 وأصبحت عضوا كامل العضوية في الرابطة العالمية للمرشدات وفتيات الكشافة في عام 1969 وتضم المنظمة 1787 عضوا (اعتبارا من 2012).